# Liste von Wüsten in Asien
Dies ist eine Liste von Wüsten in Asien.

## Liste
| Name                    | Bild | Ort | Typ                                                 | Fläche (km²) |
| ----------------------- | ---- | --- | --------------------------------------------------- | ------------ |
| Aralkum                 |      | grenzt an Kysylkum und Karakum | durch die Verlandung des Aralsees entstandene Wüste |              |
| Badain-Jaran-Wüste      |      | Zentral-Nord-China | Sandmeer                                            | 52000        |
| Gobi                    |      | Zentralasien, in der Mongolei und China | vielgestaltige Wüsten- und Halbwüstenlandschaften   | 2350000      |
| Gurbantünggüt           |      | Mitte des Junggar-Beckens (Dsungarisches Becken) im Norden Xinjiangs |                                                     | 48800        |
| Horqin-Wüste            |      | Osten der Inneren Mongolei in der Volksrepublik China auf dem Verwaltungsgebiet der Stadt Tongliao                                                                                                   |                                                     | 52300        |
| Hulun-Buir-Wüste        |      | Nord-Ost-China am Dreiländereck mit der Mongolei und Russland |                                                     | 29200        |
| Hungersteppe            |      | Zentrum Kasachstans | Halbwüste                                           | 75000        |
| Hunshandak-Wüste        |      | Süden des Xilin-Gol-Bundes des Autonomen Gebietes der Inneren Mongolei in der Volksrepublik China |                                                     |              |
| Jaz Murian              |      | Das Becken liegt im südlichen Iran |                                                     | 13000        |
| Judäische Wüste         |      | Israel und Westjordanland | Halbwüste                                           |              |
| Karakum                 |      | Zentralasien | Regenschattenwüste                                  | 400000       |
| Dascht-e Kawir          |      | Im zentralen Hochland Irans | Salzwüste                                           | 78000        |
| Khongoryn Els           |      | in der Wüste Gobi im Süden der Mongolei |                                                     | 965          |
| Kubuqi-Wüste            |      | Ordos-Plateau im Norden des Autonomen Gebietes der Inneren Mongolei in der Volksrepublik China im Süden der großen Biegung des Huang-He-Flusses (Hètào)                                              |                                                     | 16100        |
| Kumtag-Wüste (Turpan)   |      | Bezirk Turpan in der chinesischen Provinz Xinjiang ist ein Dünenfeld in der Turpan-Hami-Senke zwischen den östlichen Ausläufern des Tian-Shan-Gebirges                                               |                                                     | 2500         |
| Kumtag-Wüste (Dunhuang) |      | Xinjiang im Tarimbecken südöstlich von Lop Nur | Sandwüste                                           | 22800        |
| Kysylkum                |      | zum größten Teil im inneren des Tieflands von Turan | Kies- und Sandwüste                                 | 200000       |
| Wüste Lop Nor           |      | Nordwesten von China | Binnenwüste                                         | 47000        |
| Dascht-e Lut            |      | Südosten Irans | Wendekreiswüste                                     | 166000       |
| Mu-Us-Wüste             |      | China im Zentrum des Ordos-Plateaus, die im Norden an die Provinz Shaanxi und im Süden des Stadtgebietes Ordos der Inneren Mongolei angrenzt, Teil der Ordos Wüste                                   |                                                     | 38371        |
| Mujunkum                |      | Zentralasien im Süden von Kasachstan |                                                     |              |
| Nefud                   |      | nördlicher Teil der Arabischen Halbinsel, in Saudi-Arabien | Wendekreiswüste                                     |              |
| Negev                   |      | Israel im Westen von der ägyptisch-israelischen Grenze und dem Gazastreifen, im Osten von der Arava-Senke und im Norden von der Linie Gaza–En Gedi am Toten Meer                                     |                                                     | 12000        |
| Ordos-Plateau           |      | Autonomes Gebiet Innere Mongolei im Norden der Volksrepublik China |                                                     | 90000        |
| Paran                   |      | südlich von Beʾer Scheva im Land Kanaan (heute Israel) |                                                     |              |
| Pothohar                |      | Plateau in der pakistanischen Provinz Punjab |                                                     | 22254        |
| Qaidam-Becken           |      | Norden des tibetischen Hochplateaus in der chinesischen Provinz Qinghai |                                                     | 120000       |
| Ramlat es-Sayhad        |      | nördlicher Bereich des Zentraljemen |                                                     | 26000        |
| Rimal Al Wahiba         |      | Dschanub asch-Scharqiyya im Osten des Oman |                                                     | 12500        |
| Rub al-Chali            |      | südliches Drittel der Arabischen Halbinsel | Sandwüste                                           | 680000       |
| Saryesik-Atyrau         |      | Zentralasien im Süden von Kasachstan |                                                     |              |
| Setjet                  |      | altägyptische Bezeichnung für die Wüstengebiete, die östlich von Retjenu auf der Sinai-Halbinsel oder dahinter lagen                                                                                 |                                                     |              |
| Syrische Wüste          |      | westlicher Teil der nordarabischen Trockensteppe, zu der knapp zwei Drittel der Landesfläche Syriens, der Osten Jordaniens und ein Teil des westlichen Iraks sowie der Norden Saudi-Arabiens gehören |                                                     |              |
| Taklamakan              |      | Zentralasien im nordwestchinesischen Uigurischen Autonomen Gebiet Xinjiang durch den westlichen Teil des Tarimbeckens bis zu der Straße 218                                                          | Sandwüste                                           | 228990       |
| Tengger-Wüste           |      | südöstliches Alxa-Gebiet der Inneren Mongolei in der Volksrepublik China |                                                     | 47350        |
| Thar                    |      | Vorderindien im Gebiet von Rajasthan (Indien) östlich des unteren Indus | Wüsten- und Halbwüstengebiet                        | 273000       |
| Tihama                  |      | arabische Halbinsel als etwa 60 km breiter Streifen entlang der West- und Südküste vom Hedschas in Saudi-Arabien über Asir bis in den Jemen                                                          |                                                     |              |
| Ulanbuh-Wüste           |      | Ostteil der Alxa-Wüste auf dem Gebiet der Bünde Alxa und Bayan Nur in der Inneren Mongolei der Volksrepublik China.                                                                                  |                                                     | 10300        |